# ザノビ・ロシ
ザノビ・ロシ（Zanobi Rosi、ザノビオ・ロッシ(Zanobio Rossi)とも、1577年 - 1631年）は、イタリアの画家である。

## 略歴
フィレンツェで生まれた。フィレンツェの画家、クリストファーノ・アローリ(1577-1621)の弟子または追随者になり、アローリと共同作業をし、アローリもロシを高く評価していた。フィレンツェのサンタ・トリニータ教会(Basilica di Santa Trinita)の「水上の聖ペテロの祭壇画(d'altare San Pietro sulle acque)」はアローリによって構想され一部が描かれた後、1621年のアローリの没後、ザノビ・ロシによって完成された。ピサ大聖堂の「聖人の中の聖母子(Madonna con Bambino, in Gloria tra Santi)」も、二人の画家の共作とみなされている。
レッジェッロにあるマサッチョ美術館(Museo Masaccio)にある「洗礼者聖ヨハネ」などがロシの作品とされている。
ロシは、有名な彫刻家、画家のミケランジェロ・ブオナローティの甥の息子で宮廷詩人、劇作家となったミケランジェロ・ブオナローティ・イル・ジョーヴァネから依頼を受けて、フィレンツェのギベッリーナ通りのブオナローティ邸(Casa Buonarroti)の展示室にミケランジェロを讃える装飾画を描いた画家の一人となった。アローリの下絵で瞑想するミケランジェロの姿を1621年か1622年に描き 、1615年から1620の間に天井の装飾画も描いた。

## 作品

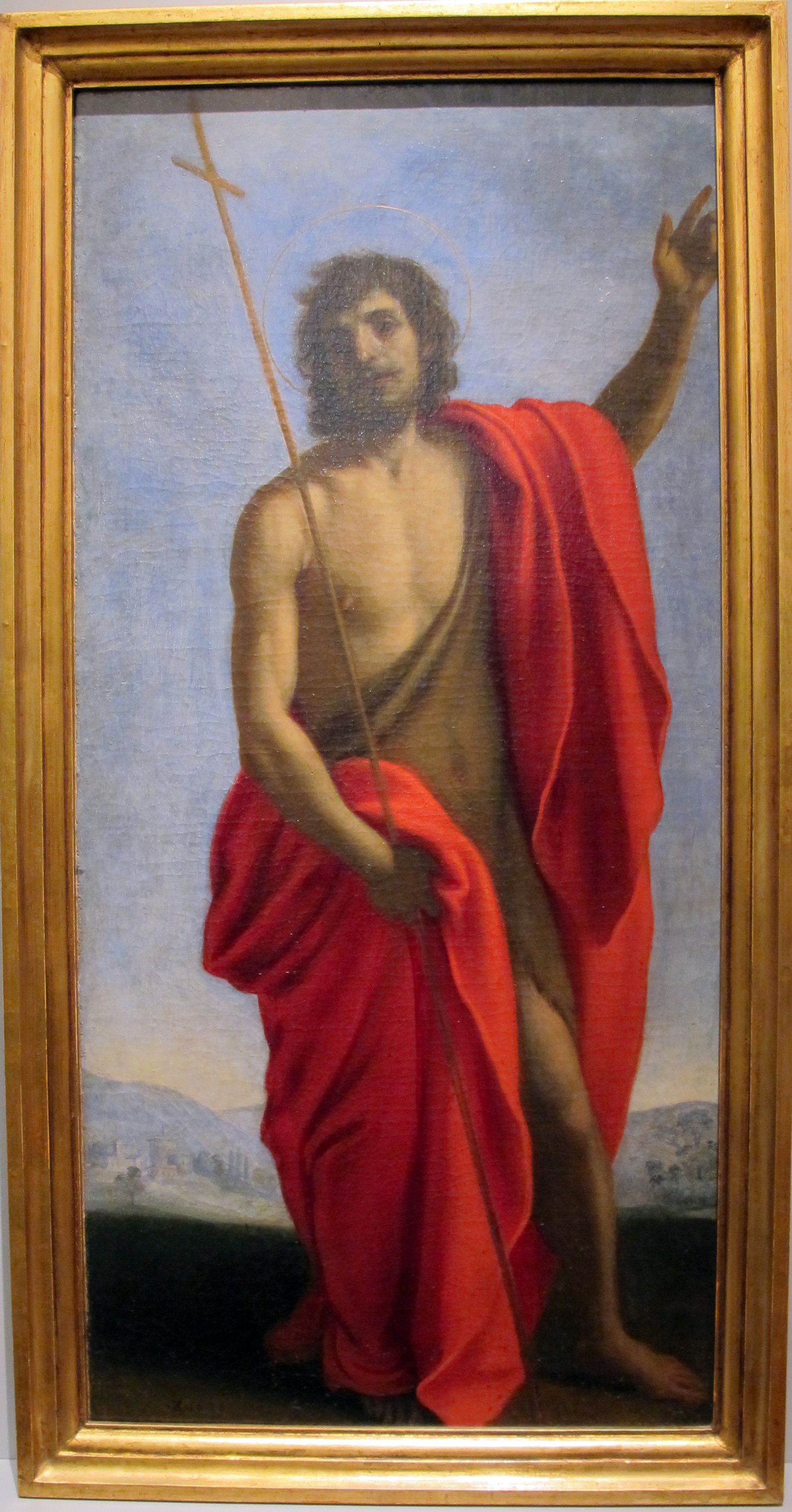
洗礼者聖ヨハネ マサッチョ美術館
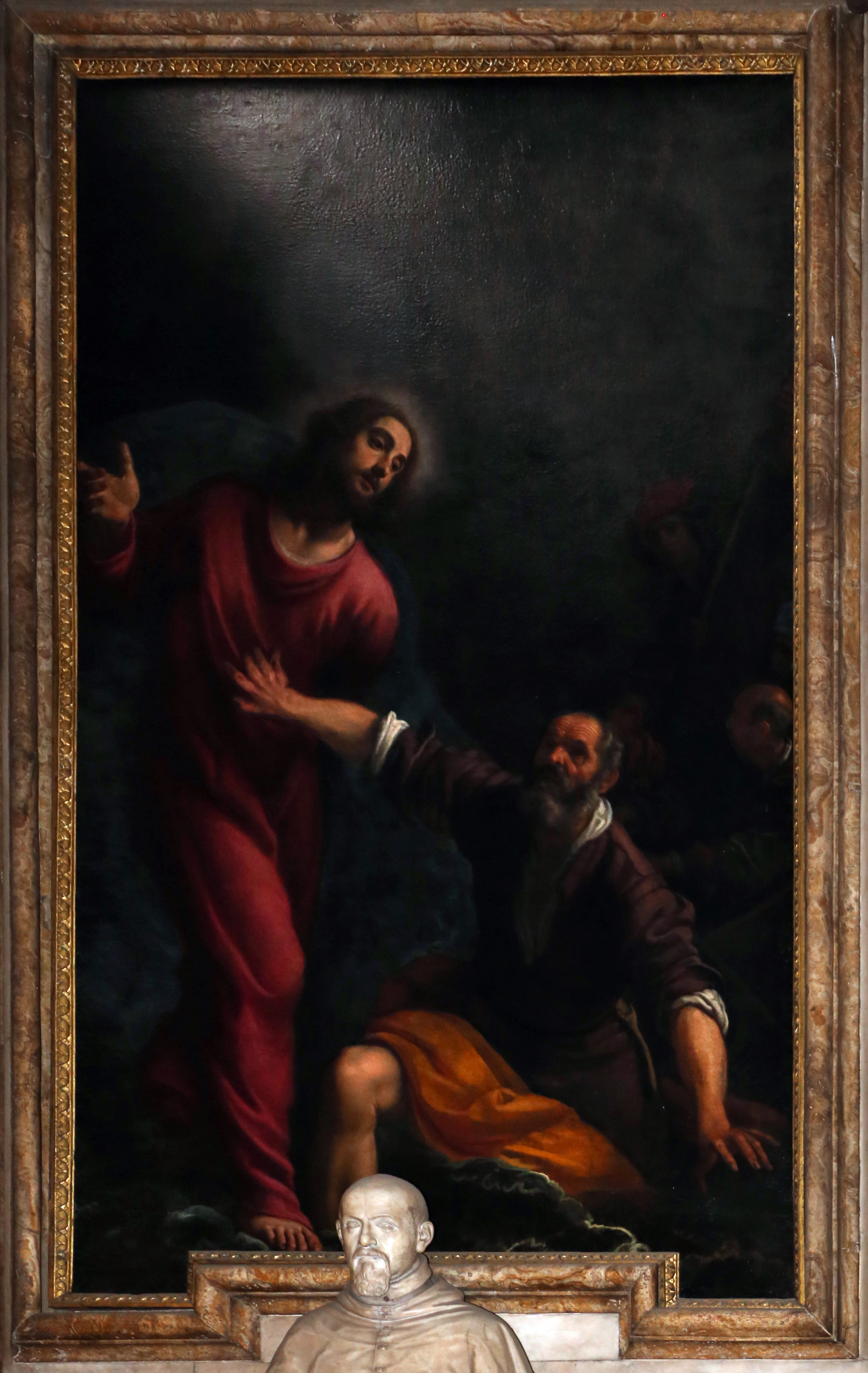
アローリと共作「水上の聖ペテロの祭壇画」(1621)
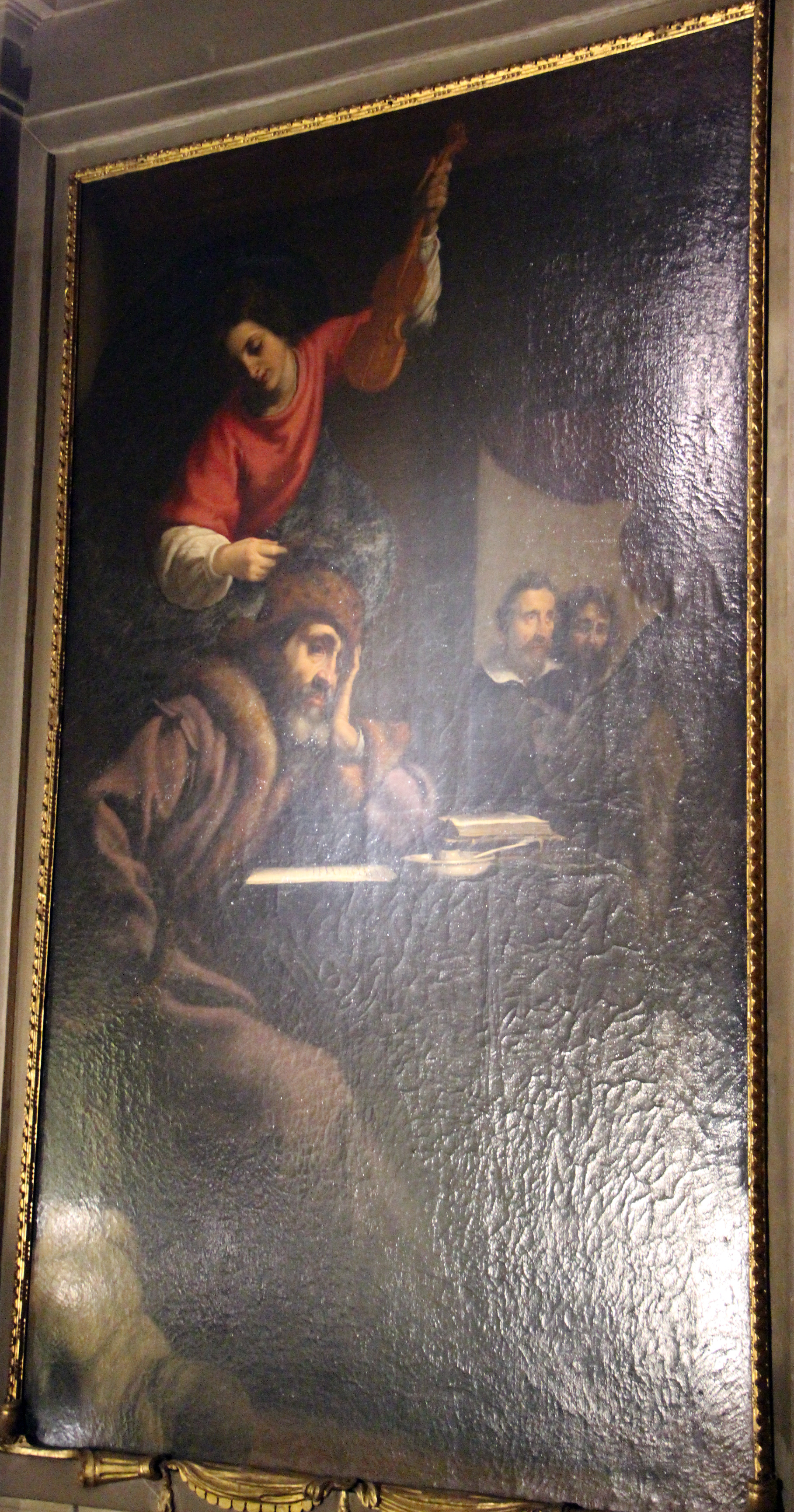
ブオナローティ邸の装飾画、詩的瞑想するミケランジェロ
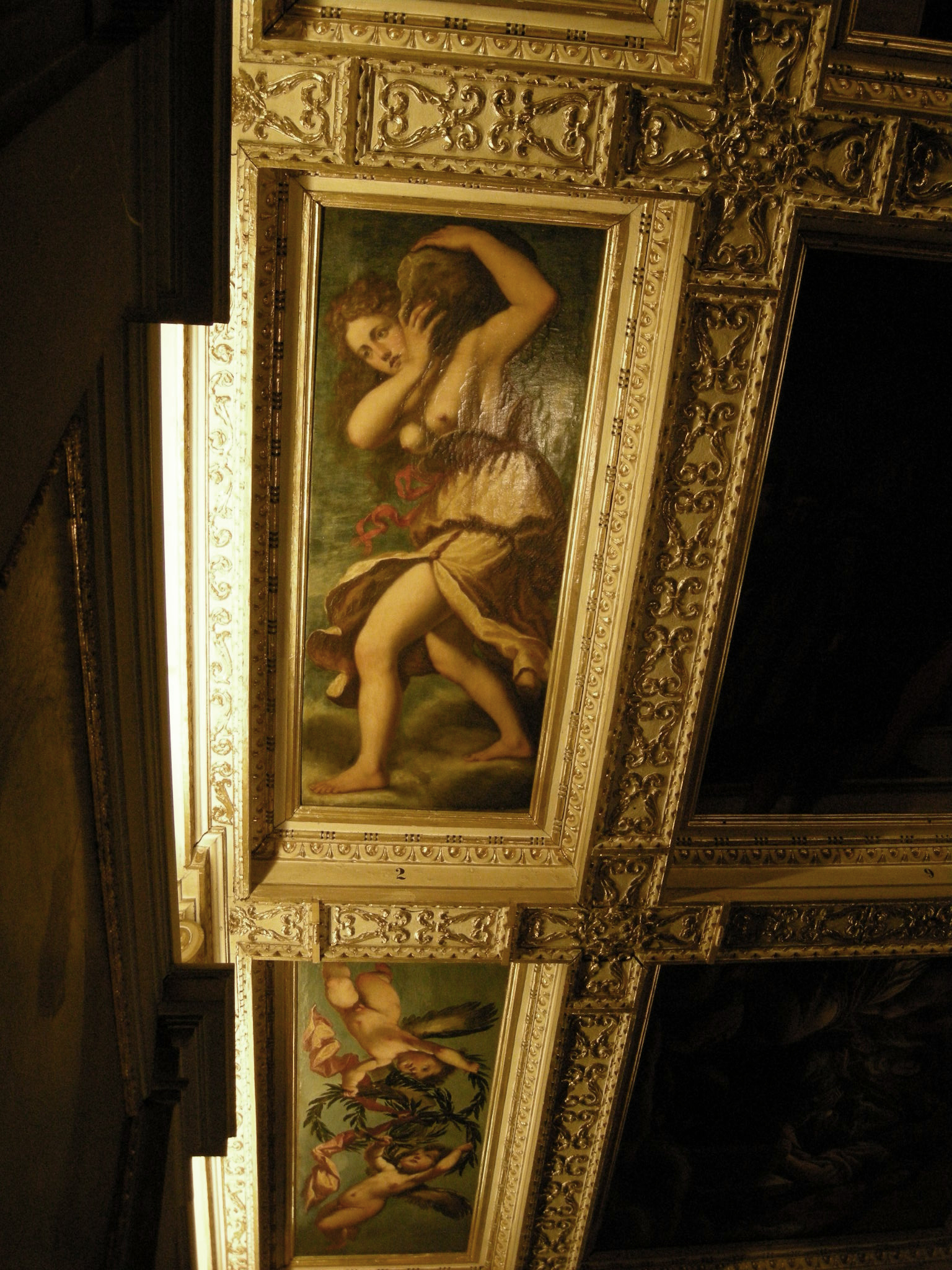
ブオナローティ邸の天井画